# Gianvito Martinelli
Gianvito Martinelli (Bergamo, 23 mei 1969) is een Italiaans voormalig professioneel wielrenner. Hij reed voor onder meer Lampre en Polti.
In 1989 werd hij derde op het Italiaanse kampioenschap tijdrijden bij de amateurs.

## Belangrijkste overwinningen
1990
- 2e etappe Wielerweek van Lombardije

1992
- 5e etappe Wielerweek van Lombardije

1994
- Ronde van het Maggioremeer
- 4e etappe Hofbrau Cup

## Resultaten in voornaamste wedstrijden
| Jaar | Ronde van Italië | Ronde van Frankrijk | Ronde van Spanje |
| ---- | ---------------- | ------------------- | ---------------- |
| 1993 | buiten tijd      |                     |                  |
| 1994 |                  | buiten tijd         |                  |

| Jaar | Milaan-San Remo | Gent-Wevelgem |
| ---- | --------------- | ------------- |
| 1993 |                 |               |
| 1994 | 162e            | 107e          |